# در کمرنگ (فیلم ۲۰۲۰)
در کمرنگ (به انگلیسی: the pale door) یک فیلم ژانر ترسناک به کارگردانی آرون بی کوونتز و نویسندگی کامرون برنز ، محصول ۲۰۲۰ ایالات متحده است.

## خلاصه داستان
یک باند مسلح سارقان نیمه شب به یک خانه خانوادگی حمله می‌کنند و ...

## بازیگران
- دون دروید در نقش جیک
- زکری نایتون نقش دانکن
- ملورا والترز نقش ماریا
- بیل سیج نقش دود
- پت هیلی در نقش وایلی
- استن شو نقش لستر
- ناتاشا باست در نقش مروارید
- نوآ سیگان نقش ترومن
- تینا پارکر در نقش برندا

## انتشار
در کمرنگ در تاریخ ۲۱ اوت ۲۰۲۰ در سینماها، ویدئو هنگام درخواست و دیجیتال HD اکران شد.